# Olszanka (gemeente in powiat Łosicki)
De gemeente Olszanka is een landgemeente in het Poolse woiwodschap Mazovië, in powiat Łosicki.
De zetel van de gemeente is in Olszanka.
Op 30 juni 2004 telde de gemeente 3239 inwoners.

## Oppervlakte gegevens
In 2002 bedroeg de totale oppervlakte van gemeente Olszanka 87,34 km², waarvan:
- agrarisch gebied: 82%
- bossen: 12%

De gemeente beslaat 11,32% van de totale oppervlakte van de powiat.

## Demografie
Stand op 30 juni 2004:
| Omschrijving                   | Totaal | Totaal | Vrouwen | Vrouwen | Mannen | Mannen |
| ------------------------------ | ------ | ------ | ------- | ------- | ------ | ------ |
| eenheid                        | aantal | %      | aantal  | %       | aantal | %      |
| inwoners                       | 3239   | 100    | 1585    | 48,9    | 1654   | 51,1   |
| bevolkingsdichtheid (inw./km²) | 37,1   | 37,1   | 18,1    | 18,1    | 18,9   | 18,9   |

In 2002 bedroeg het gemiddelde inkomen per inwoner 1225,98 zł.

## Administratieve plaatsen (sołectwo)
Bejdy, Bolesty, Dawidy, Hadynów, Klimy, Korczówka, Korczówka-Kolonia, Mszanna, Nowe Łepki, Olszanka, Pietrusy, Próchenki, Radlnia, Stare Łepki, Szawły, Szydłówka, Wyczółki.

## Aangrenzende gemeenten
Huszlew, Łosice, Międzyrzec Podlaski, Mordy, Zbuczyn